# Hilaroleopsis icuapira
Hilaroleopsis icuapira là một loài bọ cánh cứng trong họ Cerambycidae.